# 71 aC
L'any 71 aC va ser un any del calendari romà prejulià. En aquell temps, era conegut com a any del consolat de Lèntul i Orestes (o, més rarament, any 683 ab urbe condita o de la fundació de la ciutat). L'ús del nom «71 aC» per referir-se a aquest any es remunta a l'alta edat mitjana, quan el sistema Anno Domini va ser el mètode de numeració dels anys més comú a Europa.

## Esdeveniments

### Regne del Pont
- Al final de la Tercera Guerra Mitridàtica, Luci Licini Lucul·le va conquerir Heraclea i Sinope, i amb això es va completar la conquesta del regne del Pont. Al mateix temps, Macares, fill de Mitridates VI Eupàtor que el seu pare havia nomenat rei del Bòsfor, va enviar ambaixadors per sotmetre's al general romà i va enviar un cos d'exèrcit a participar en la conquesta de Sinope.[2]

### República Romana
- Publi Corneli Lèntul Sura i Gneu Aufidi Orestes són elegits cònsols.[3] Segons explica Ciceró, Aufidi Orestes va ser elegit pels magnífics donatius que va repartir entre el poble.[4]
- Acaba la Tercera Guerra Servil que havia iniciat Espàrtac. Marc Licini Cras, el general vencedor, no va obtenir els honors del triomf, però si que se li va concedir una ovació i el dret de portar corona triomfal de llorers en comptes de l'apropiada per una ovació, que era la corona de murtra.[5]
- Pompeu celebra un triomf al mes de desembre per la seva victòria sobre Perpenna, que l'any anterior (72 aC) havia donat mort a Sertori.[6]

## Necrològiques
- Espàrtac (mort en combat).[7]
- Marc Antoni Crètic, a l'illa de Creta, pare del triumvir Marc Antoni.[8]